# 그놈 파일
그놈 파일(GNOME Files), 이전 명칭 노틸러스(Nautilus)는 그놈 데스크톱의 공식 파일 관리자이다. 이 이름은 앵무조개의 영어 낱말 nautilus의 껍질(shell, 셸)과 관련되어 나온 용어로서 이는 운영 체제 셸을 대표한다. Nautilus는 그놈 1.4의 미드나이트 커맨더를 대체하며 버전 2.0 이후부터 기본값이 되었다.
Nautilus는 현재는 사라진 Eazel사의 대표 제품이었다. GNU LGPL을 통해 Nautilus는 자유 소프트웨어이다.

## 역사
Nautilus는 2001년 처음 공개되어 그 뒤로 개발이 지속되고 있다.
- 버전 1.0
- 버전 2.0
- 버전 2.2
- 버전 2.4
- 버전 2.24
- 버전 2.32
- 버전 3.4
- 버전 3.6
- 버전 3.10
- 버전 3.12
- 버전 3.16
- 버전 3.18 (2015년 9월 5일)
- 버전 3.19 (2016년 2월 26일)
- 버전 41
- 버전 42.2

## 특징
- 3.18 버전부터 구글 드라이브를 연동할 수 있다. Dropbox, Own cloud도 연동할 수 있다.
- 내부 기능으로 root 권한을 사용한 파일 관리를 할 수 없다. 플러그인이나 sudo 명령어 등 다른 방법을 써야한다.
- 터미널창이나 커맨드라인의 프로그램 실행 명령어는 'nautilus'이다.

## 같이 보기
- 캉커러 – KDE 웹 브라우저 및 파일 관리자
- 파일 관리자의 비교